# Elsner László
Elsner László (Budapest, 1959. január 30. –) eredeti végzettségét tekintve híradástechnikai üzemmérnök, aikidomester. Jelentősen hozzájárult Magyarországon a Fujita Shihan tanítások meghonosításához és oktatásához. Szellemiségében O’Sensei tanítását hirdeti: az aikido budo, amely a szeretetet és nem a másik megsemmisítését teszi mindenek fölé. Elsner sensei további célja a napi gyakorláson és önfejlesztésen túl az aikido megőrzése és pontos továbbadása a jövő generációjának, és O’Sensei tanításának és üzenetének minél több emberhez való eljuttatása, közvetítése.

## Dan vizsgák, fokozatok
1987: sikeres shodan vizsgát tesz Yunichi Yoshida sensei előtt.

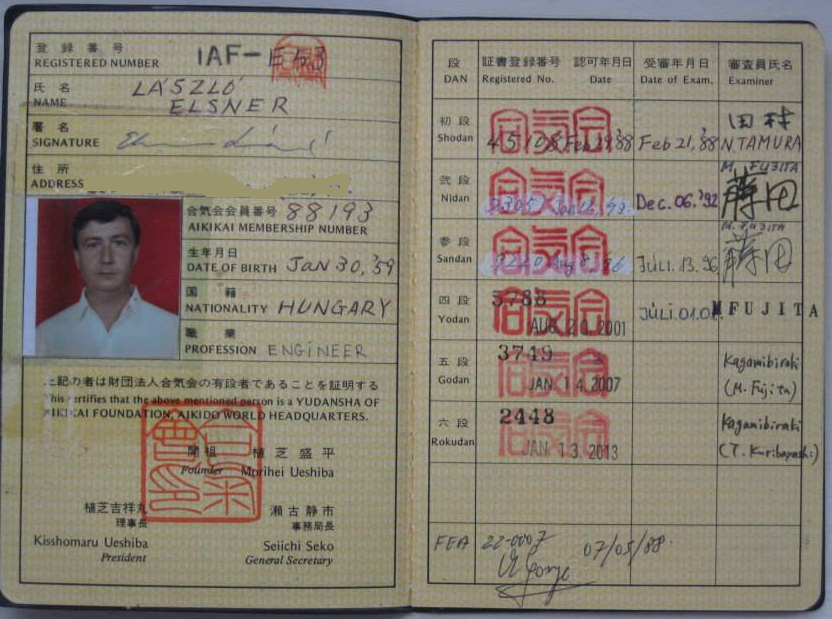
Yudansha book

1992, 1996, 2001: nidan, sandan, yodan Fujita Masatake shihan előtt.
2007: Fujita Masatake shihan által a Kagamibirakin odaítélik az 5. dant.
2013: a Kagamibiraki ünnepségen odaítélik számára a 6. dant.
2025: a Kagamibiraki ünnepségen odaítélik számára a 7. dant.

## Kiemelt események
1976: először kerül kapcsolatba a japán harcművészetekkel, köztük az aikidóval.
1980: megkezdi tényleges aikido-tanulmányait Gollo Michel vezetésével.
1984: a Magyar Aikido Szövetség megalapítása Várszegi Rudolffal, Horváth Józseffel, Bodnár Gyulával.
1986: szervezése révén kerül sor az első magyarországi nemzetközi edzőtáborra Tatán, melyet japán mester tartott Yunichi Yoshida személyében, aki Tamura Nobuyoshi shihan megbízásából érkezett.
1993: Fujita Masatake shihan edzőtáborát szervezi meg Tatán.
1996: Fujita sensei újabb szemináriumának megszervezése Tatán.
1997: az aikido bevezetése Szlovákiában (Rév-Komárom), ahol a mai napig folynak az edzések.
2005: Mori Tomohiro Aikikai-instruktor edzőtáborának megszervezése Tatán.
2005: aikido-képzés indítása a tatai Bláthy Ottó Szakközépiskola, Szakiskola és Kollégium belügyi osztályai számára, mely azóta sikeresen működik, sok diák szolgál azóta rendőrként.
2011: az 1986-os első edzőtábor emlékére való találkozó megszervezése Tatán.
Emellett évente számos edzőtábor, szeminárium szervezése, vezetése fűződik nevéhez.
2013: a Kagamibiraki ünnepségen odaítélik számára a 6. dant
2015: Megalapítja Sensei Várszegi Rudolf-al és Sensei Pivony Attilával a Egyesült Magyar Aikikai Aikido Szervezetek (UHAAO) elnevezésű, úgynevezett ernyőszervezetet, mely 2015 nyarán megkapja a Hombu elismertséget. Még ez évben a szervezet végrehajtja első Aikikai vizsgáztatását, melynek eredményeképpen 2015 decemberében 24 aikidoka szerez magasabb Aikikai dan fokozatot.
2017: Tata város díszpolgára címet adományoznak neki. Tata Város Önkormányzat Képviselő-testülete 2017-ben a Tata Város Díszpolgára kitüntetést adományozta Elsner Lászlónak, az Aikido Alapítvány technikai vezetőjének. A díjat augusztus 20-án, a Kossuth téren megrendezett ünnepségen adták át.
2019: A Kagami Biraki ünnepséggel, a dan fokozatok kihirdetésével együtt,  a Hombu előléptetési bizottsága odaítéli számára a shihani címet. (https://www.aikidoalapitvany.hu/shihani-kinevezes/) 

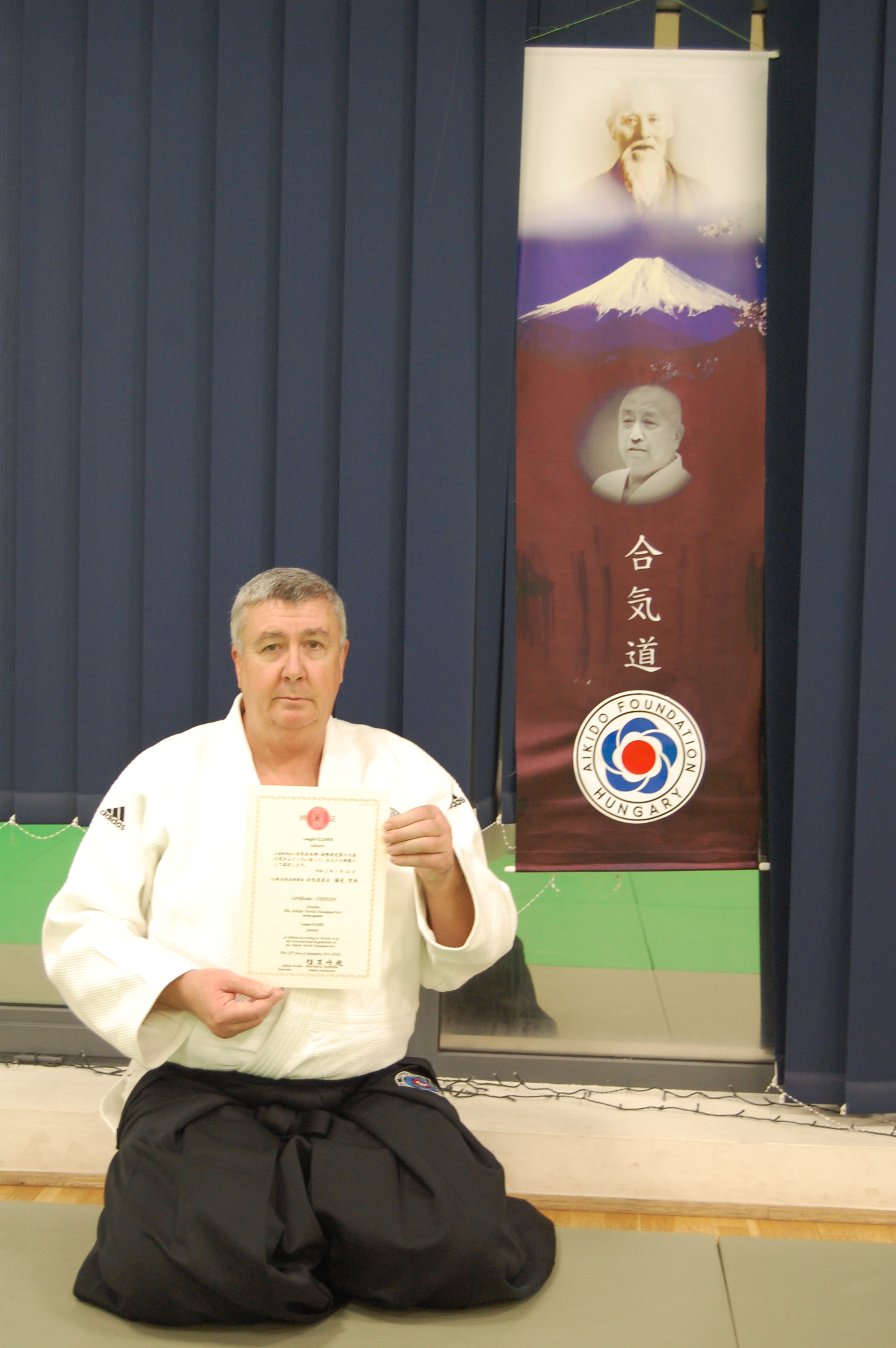
Kinevezés átvétele a tatai dojoban

A hazai Aikido történetében első alkalommal került kinevezésre hivatalos formában a HOMBU által elismert Magyar szervezet vezető instruktora Shihanná. 

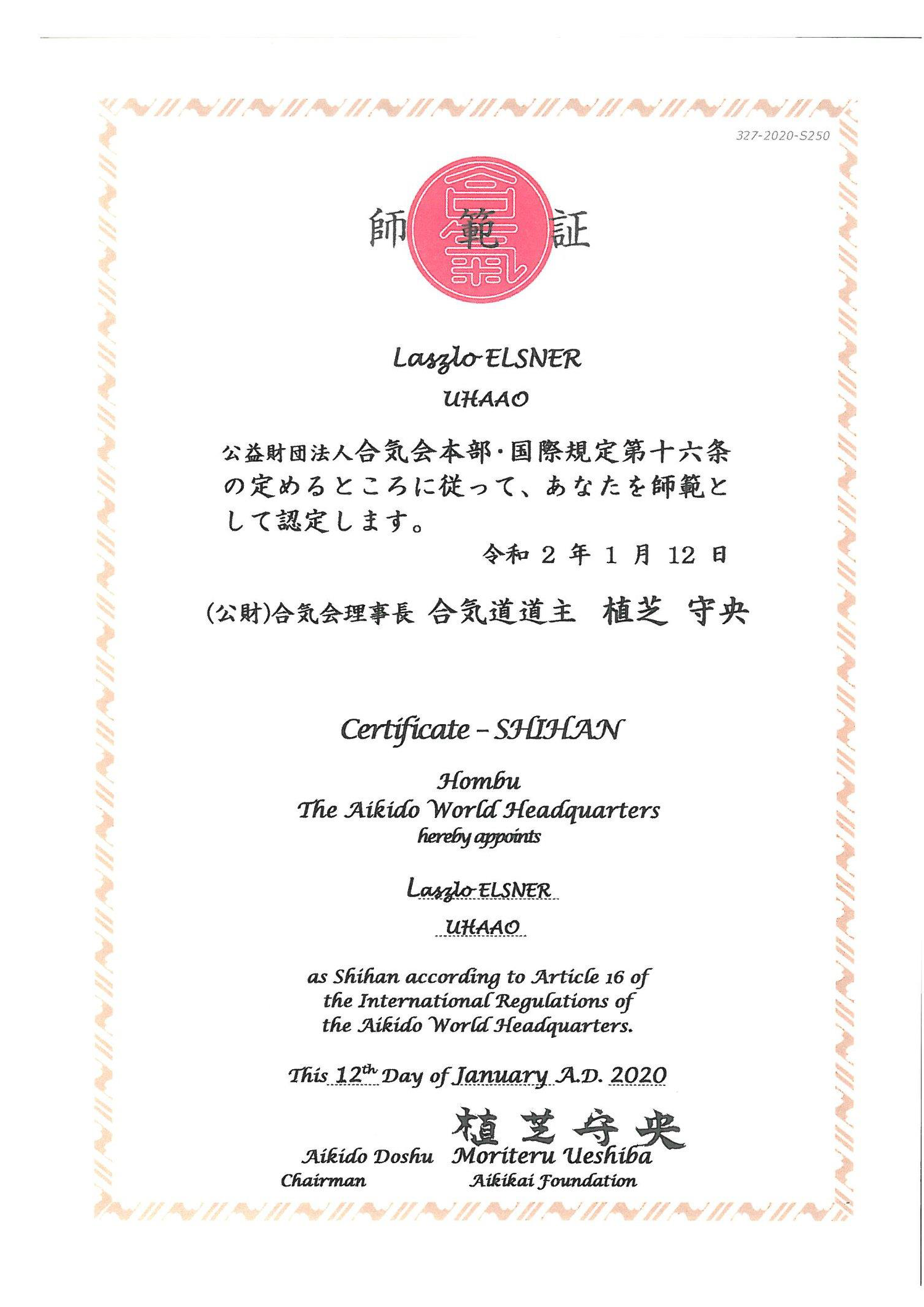
Elsner László Shihani kinevezése

2025: A Kagami Biraki ünnepségen 7. dan fokozatra léptették elő. https://www.kemma.hu/helyi-sport/2025/01/aikido-elsner-laszlo-sensei-hetedik-dan
https://www.aikidoalapitvany.hu/egy-eletut-a-harcmuveszet-szolgalataban-7-dan-fokozatot-adomanyoztak-a-tatai-aikido-mesternek/
https://www.facebook.com/tatavaros.hivatalosoldala/photos/7-dan-fokozatot-kapott-elsner-l%C3%A1szl%C3%B3%EF%B8%8Felsner-l%C3%A1szl%C3%B3-az-aikido-kiemelked%C5%91-alakja-t/988561403304069/?_rdr

## Elismerései
- 2017 Tata város díszpolgára